# Аньхойская клика
Аньхойская клика (кит. трад. 皖系軍閥, упр. 皖系军阀, пиньинь Wǎn Xì Jūn Fá, палл. ваньси цзюньфа) — одна из клик (фракций), на которые распалась группировка бэйянских милитаристов после смерти Юань Шикая.
Аньхойская клика была преобладаюещей силой в центральном правительстве в Пекине в 1916-1920 годов. Лидеры клики неоднократно возглавляли пекинское правительство. В правительстве клика боролась за влияние с Чжилийской кликой  и Фэнтяньской кликой, и это противостояние сопровождалось сложными интригами и военными столкновениями.
Аньхойская клика придерживалась жёсткой позиции по отношению к Движению в защиту Конституции.

## История
Название получила от провинции Аньхой, уроженцами которой были лидеры клики Дуань Цижуй и другие, оттуда же был родом могущественный сановник  Ли Хунчжан, который сгруппировал офицеров после Тайпинского восстания. Клика пользовалась поддержкой Японии, военные силы клики размещались в провинциях Хэнань, Чахар, Чжили, Шаньдун и во Внешней Монголии. Эти силы использовались кликой для утверждения своего господства в Северном Китае.

### Основание клуба АньфуСюй Шучжэноми победа в выборах
В 1918 году генерал Сюй Шучжэн и политик Ван Итан основали клуб Аньфу — политическое отделение Аньхойской клики. На выборах в созданный парламент Китайской республики политики принадлежавшие к клубу получили три четверти мест. Тогда президентом был назначен нейтральный Сюй Шичан, но клуб Аньфу фактически управлял страной, а представитель Чжилийской клики были отстранены от высших должностей.

### Китайская оккупация Монголии
Сюй Шучжэн возглавил китайский десятитысячный корпус, который в июле 1919 года занял столицу богдо-ханской Монголии Ургу, и принял там власть.

### Чжили-Аньхойская война
В июле 1920 года  состоялась Чжили-Аньхойская война, которая закончилась разгромом Аньхойской клики. На стороне чжилийской клики выступил глава  фэнтяньской клики Чжан Цзолин. Основное сражение происходило 14-17 июля. Аньхойцы выступали на два фронта. У Пэйфу смог прорвать западный фронт и разгромить его. После поражения командующий восточного фронта Сюй Шучжэн бежал, оставив армию. Через два дня Дуань Цижуй подал в отставку, и 23 июля чжилийские войска вошли в Пекин.

### После поражения
Аньхойская клика прекратила своё существование, её клуб был распущен. К 1924 все провинции контролировавшиеся Аньхойской кликой перешли к Чжилийской клике, за исключением Шаньдуна. Часть генералов аньхойской клики вскорости были амнистированы, и хотя отдельные представители продолжали участвовать в политической жизни Китая, клика больше не представляла организованной силы.
Лу Юнсян продолжал работать в должности военного губернатора провинции Чжэцзян, пока не разразилась Цзянсу-Чжэцзянская война 1924 года и он бежал, но потом снова получал должности военных губернаторов других провинций.
Дуань Цижуй в 1924 - 1926 годах стал  как нейтральная фигура "исполнительным руководителем правительства" (中華民國臨時執政, эта должность была введена тогда вместо президента).